# Kokologho

Kokologho är en kommun i Burkina Faso och är den tredje största kommunen i provinsen Boulkiemdé. Befolkningen uppgick till 39 003 invånare vid folkräkningen 2006.